# 므시다

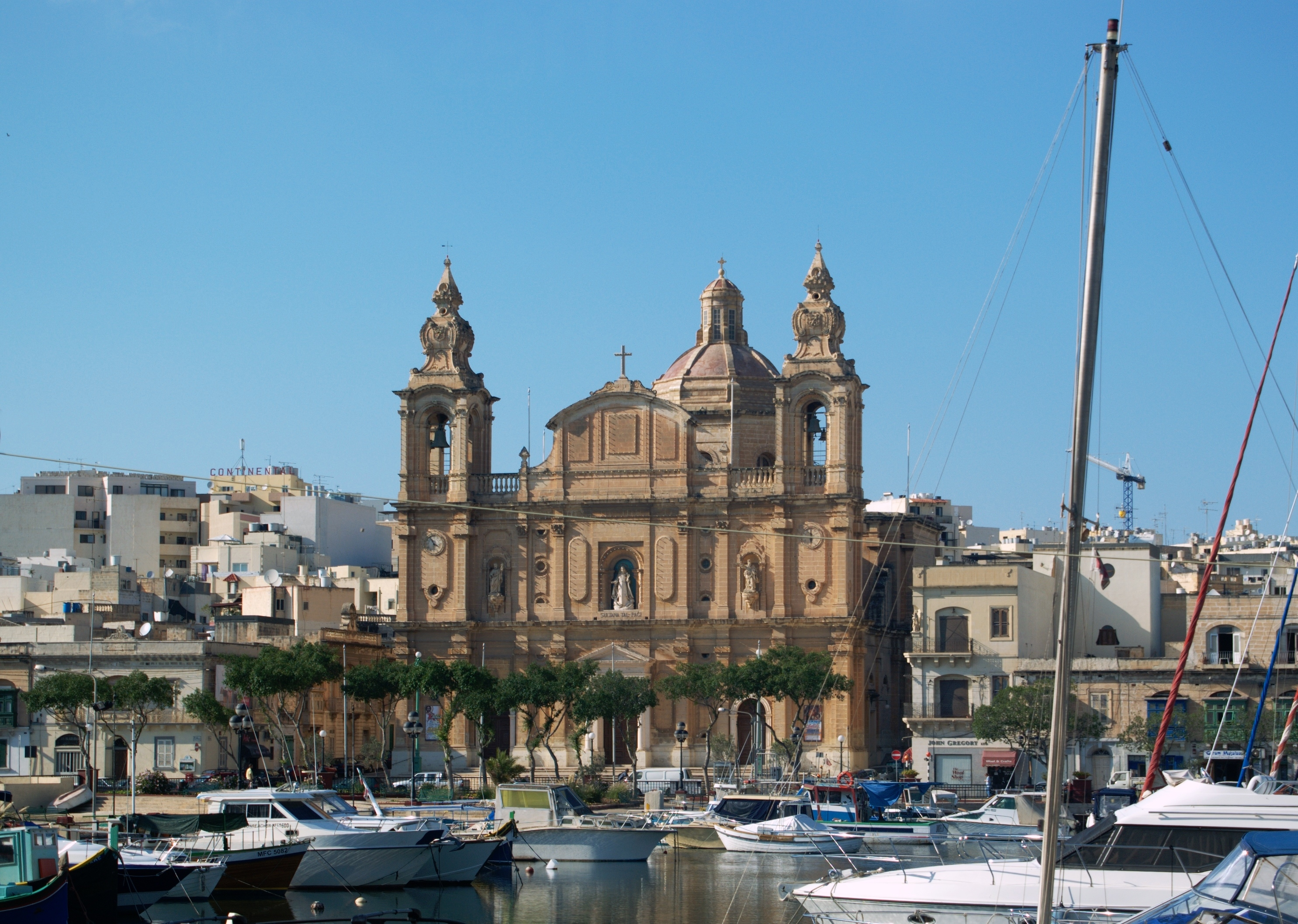
므시다

므시다의 위치

므시다(몰타어: Msida)는 몰타 북동부 연안에 위치한 항구 도시로 면적은 1.7km2, 인구는 7,623명(2005년 기준)이다. 지중해성 기후를 띠고 있기 때문에 덥고 건조한 여름 기후, 서늘한 겨울 기후를 띤다.

시기
시 문장